# Николау, Тед
Тед Николау (англ. Ted Nicolaou) — американский кинорежиссёр, сценарист и монтажер.

## Биография и карьера
После выпуска из Техасского университета в Остине в 1974 году Тед Николау присоединился к команде звукозаписи фильма «Техасская резня бензопилой». Спустя некоторое время Николау познакомился с продюсером Чарльзом Бэндом и работал в фильмах его студии Empire Pictures качестве монтажера, а в середине 80-х дебютировал как режиссёр с фильмами «Хозяин подземной тюрьмы» и «Телетеррор».

## Фильмография
- 1974 — «Техасская резня бензопилой» / The Texas Chain Saw Massacre — (член команды звукозаписи)
- 1985 — «Солдаты вне времени» / Zone Troopers — (монтажёр)
- 1985 — «Хозяин подземной тюрьмы» / The Dungeonmaster — (режиссёр/сценарист/монтажёр)
- 1986 — «Телетеррор» / TerrorVision — (режиссёр/сценарист)
- 1990 — «Роботы-бойцы» / Robot Jox — (монтажёр)
- 1990 — «Меридиан» / Meridian: Kiss of the Beast — (монтажёр)
- 1990 — «Бей и жги» / Crash and Burn — (монтажёр)
- 1991 — «Подвиды» / Subspecies — (режиссёр)
- 1992 — «На опасной волне» / Bad Channels — (режиссёр)
- 1993 — «Подвиды 2: Камень крови» / Bloodstone: Subspecies II — (режиссёр/сценарист)
- 1993 — «Дистанционное управление» / Remote — (режиссёр)
- 1994 — «Подвиды 3: Жажда крови» / Bloodlust: Subspecies III — (режиссёр/сценарист)
- 1994 — «Мир драконов» / Dragonworld — (режиссёр/сценарист)
- 2000 — «Эксперимент в Сент-Фрэнсисвилле» / The St. Francisville Experiment — (режиссёр)
- 2004 — «Приключения Модести Блэйз» / My Name Is Modesty: A Modesty Blaise Adventure — (продюсер)